# مایکل رومنیگه
مایکل رومنیگه (۳ فوریهٔ ۱۹۶۴) یک بازیکن فوتبال اهل آلمان است. وی در تیم ملی فوتبال آلمان بازی کرده است.